# Юнгилампи
Юнгилампи — озеро на территории Лендерского сельского поселения Муезерского района Республики Карелия.

## Общие сведения
Площадь озера — 1 км². Располагается на высоте 162,7 метров над уровнем моря.
Форма озера продолговатая, вытянуто с северо-запада на юго-восток. Берега озера каменисто-песчаные.
Протокой, вытекающий с северо-восточной стороны озера, через озеро Большое Кятки, соединяется с озером Тулос.
С юго-запада и юго-востока в озеро втекают два ручья, вытекающие из безымянных ламбин.
Населённые пункты возле озера отсутствуют. Ближайший — деревня Колвасозеро — расположен в 31 км к северо-востоку от озера.
Озеро расположено в 0,25 км от Российско-финляндской границы.
Код объекта в государственном водном реестре — 01050000111102000010977.